# Eternal Melody II
Az Eternal Melody II Yoshiki japán rockzenész második klasszikus zenei lemeze, mely 2005. március 23-án jelent meg. Harmadik volt az Oricon napi listáján, a heti listán pedig 14. lett, 16 241 eladott példánnyal.

## Számlista
Az összes dal szerzője Yoshiki. 
| 1.  | Unnamed Song                              | 4:28  |
| 2.  | Seize the Light (Classic Version) (Globe) | 6:40  |
| 3.  | Without You (Classic Version)             | 17:43 |
| 4.  | Longing (X Japan)                         | 5:03  |
| 5.  | World Expo I'll Be Your Love              | 9:03  |
| 6.  | Kimi dake dakara                          | 5:12  |
| 7.  | Red Christmas (Classic Version)           | 7:22  |
| 8.  | Ima vo dakisimete (Classic Version)       | 5:24  |
| 9.  | Forever Love (Classic Version) (X Japan)  | 5:80  |
| 10. | Amethyst (rejtett szám)                   | 5:02  |

| 1. | Anniversary Piano Concert in C minor | 7:20 |